# I Am the Message
"I Am The Message" és el cinquè senzill del segon àlbum One Day Son, This Will All Be Yours de la banda de post-grunge britànica, Fightstar. La cançó va ser lliurada com un 7" vinyl i descàrrega digital el 16 de juny.

## Vídeo musical
El vídeo I am the message és una col·lecció de vídeos gravats per la banda. En aquests inclouen directes de la banda i passant temps a LA on van gravar l'àlbum. També hi ha diversos clips d'altres gires més antigues, abans el segon àlbum s'hagués enregistrat.

## Llista de pistes
- Vinil de 7" i descàrrega digital.

1. "I Am The Message" (Versió de l'àlbum)
2. "Waiting For Superman" (cover de Flaming Lips)

## Personal
- Charlie Simpson — Veu, Guitarra, Teclat
- Alex Westaway — Veu, Guitarra
- Dan Haigh — Baix
- Omar Abidi — Bateria, Percussió